# Hans Martin Schaller
Hans Martin Schaller (ur. 7 września 1923 w Białogardzie  – zm. 21 października 2005 w Zorneding) – niemiecki historyk zajmujący się w szczególności okresem panowania Fryderyka II Hohenstaufa.
Wychował się w Elberfeld, kiedy miał 8 lat zachorował na chorobę Heinego-Medina. Po gimnazjum humanistycznym studiował w Jenie, Strasburgu i Getyndze, gdzie był uczniem Wilhelma Berges i Percy Ernst Schramm. Przez pięć lat pracował w Niemieckim Instytucie Historycznym w Rzymie. Od 1957 r. był współpracownikiem Monumenta Germaniae Historica. W 1966 roku habilitował się w Salzburgu na podstawie zbiorów listów włoskiego duchownego Tommaso da Capua. W roku 1970 zaczął pracę na uniwersytecie w Würzburgu, skąd powrócił z powrotem po roku do Instytutu, gdzie działał jako współwydawca czasopisma „Deutsches Archiv für Erforschung des Mittelalters” (Niemieckie archiwum do badania średniowiecza). 

## Dzieła
- Die Frömmigkeit Kaiser Friedrichs II., 1995 (Pobożność cesarza Fryderyka II)
- Kaiser Friedrich II.: Verwandler der Welt, Göttingen 1991, ISBN 3-7881-0034-6 (Cesarz Fryderyk II: Ten co zmienił świat)
- Studien zur Briefsammlung des Kardinals Thomas von Capua, 1965 (Studia na temat zbiorów listów kardynała Tomasso da Capua)